# Gerd Ribbing
Gerda "Gerd" Anna Sofia Ribbing, född Rehn 29 oktober 1889 i Spånga församling, Stockholms län, död 29 november 1979 i Oscars församling, Stockholms län, var en svensk journalist och författare.

## Biografi
Ribbing var medarbetare i Dagens Nyheter 1932–1966, där hon hade en stående spalt, "Helenas syn på saken". Hennes handbok "Sätt och vett" (1949) var sin tids främsta etikettbok och kom ut i flera upplagor. Hon var styvfarmor till "folkvettsexperten" Magdalena Ribbing. Gerd Ribbing skrev under signaturerna Joy, Helena och G Rbg. Hon var gift med advokat Olof Waern (vilken hon fick sonen Jonas Wærn med) och därefter med överste Olof Ribbing ur släkten Ribbing.